# Aliou Cissé
Aliou Cissé (Ziguinchor, 24 de març 1976) és un exfutbolista professional senegalès que va defensar els colors de diversos clubs francesos i anglesos, entre ells Lille OSC, Paris Saint-Germain FC, Montpellier Herault SC, Birmingham City FC o Portsmouth FC.
Fou internacional amb Senegal i disputà la Copa del Món de 2002 on fou capità de l'equip.
El 2002 Cissé va perdre diversos membres de la seva família a la tragèdia del ferry MV Joola a la costa de Gàmbia.

## Trajectòria

### Entrenador
Va ser l'entrenador de la Selecció del Senegal a la Copa Mundial de Futbol de 2018 disputada a Rússia. La seva selecció va guanyar el primer partit per 2 a 1 a la Selecció de Polònia, pero no va aconseguir passar de la Primera Fase. Així i tot, va ser el millor equip africà de la competició.